# Владімер Мамучашвілі
Владімер Мамучашвілі (груз. ვლადიმერ მამუჩაშვილი, нар. 29 серпня 1997, Тбілісі, Грузія) — грузинський футболіст, півзахисник клубу «Торпедо» (Кутаїсі) та національної збірної Грузії.

## Ігрова кар'єра

### Клубна
Владімер Мамучашвілі у віці семи років приєднався до футбольної академії тбіліського клубу «Сабуртало». У серпні 2013 року Мамучашвілі дебютував у першій команді у Другому дивізіоні. За результатами сезону 2014/15 «Сабуртало» вийшов до Вищого дивізіону і в серпні 2015 року Мамучашвілі зіграв першу гру в елітному дивізіоні.
Влітку 2018 року Мамучашвілі знову повернувся до Першої ліги, коли підписав контракт з батумським «Динамо» але вже в тому ж сезоні разом з клубом він повернувся до Ліги Еровнулі. У складі «Динамо» футболіст дебютував у єврокубках, де в сезоні 2021/22 відзначився трьома забитими голами у матчах кваліфікаційного раунду Ліги конференцій. Разом з «Динамо» Владімер став чемпіоном Грузії та виграв національний Суперкубок.

### Збірна
5 вересня 2021 року у матчі відбору до чемпіонату світу 2022 року проти іспанців Владімер Мамучашвілі дебютував у складі національної збірної Грузії.

## Титули
Динамо (Батумі)
 Чемпіон Грузії: 2021, 2023
 Переможець Суперкубка Грузії: 2022
Шериф
 Переможець Кубка Молдови: 2024-2025